# Tetragnatha caudata
Tetragnatha caudata là một loài nhện trong họ Tetragnathidae.
Loài này thuộc chi Tetragnatha. Tetragnatha caudata được miêu tả năm 1884 bởi Emerton.